# Henryk Jankowski (lekarz)
Henryk Jan Jankowski (ur. 30 stycznia 1906 w Przeworsku, zm. 12 września 1975 tamże – polski lekarz, społecznik, regionalista, założyciel i pierwszy dyrektor Szpitala Rejonowego w Przeworsku.

## Życiorys

### Dzieciństwo i młodość
Urodził się 30 stycznia 1906 w Przeworsku jako syn Antoniego i Franciszki z domu Słysz. Ojciec w czasie I wojny światowej dostał się do niewoli, z której wrócił dopiero w 1921. Henryk udzielał więc korepetycji, zapewniając wsparcie materialne matce i rodzeństwu. Uczęszczał do szkoły podstawowej i Gimnazjum Koedukacyjnego w Przeworsku, a następnie rozpoczął naukę w Gimnazjum Matematyczno-Przyrodniczym w Jarosławiu, które ukończył w 1927.

### Studia
W tym samym roku podjął studia na Akademii Weterynaryjnej we Lwowie u prof. Wacława Moraczewskiego, uwieńczone 6 marca 1933 dyplomem lekarza weterynarii. W 1937 uzyskał dyplom doktora. Kontynuował studia na Wydziale Lekarskim Uniwersytetu Jana Kazimierza we Lwowie, pracując jednocześnie jako asystent, a następnie adiunkt Katedry Chemii Fizjologicznej i Patologii Doświadczalnej. Dyplom lekarza medycyny uzyskał w 1942. 10 stycznia 1947 został nostryfikowany na Akademii Medycznej we Wrocławiu.

### Działalność w czasie okupacji
Od 1942 przebywał w Przeworsku poświęcając się pracy medycznej wśród oddziałów partyzanckich i mieszkańców miasta. W czasie okupacji utworzył Poradnię Lekarską i założył Tajny Komitet Opieki Społecznej. Komitet zapewnił osobom zagrożonym, sierotom, dzieciom żydowskim możliwość przetrwania. Po zakończeniu wojny przekształcony został w Powiatowy Komitet Pomocy Społecznej. Doktor Jankowski roztoczył pomoc medyczną również nad więźniami obozu w Pełkiniach. Założył w lipcu 1944 Punkt Opatrunkowy przy ul. Misiągiewicza, przeniesiony później do Szkoły Żeńskiej.

### Twórca i dyrektor szpitala
Z inicjatywy doktora, 11 listopada 1944 w dawnej Willi Ordynackiej przy ul. Studziańskiej zostaje otworzony szpital. Dyrektorem placówki zostaje Henryk Jankowski. Dzięki jego zaangażowaniu już w pierwszym roku powstały cztery oddziały: chirurgiczny, ginekologiczny, wewnętrzny i zakaźny. W powiecie przeworskim organizował przychodnie i ośrodki zdrowia. W 1953 uzyskał specjalizację l stopnia z chirurgii, zaś w 1958 specjalizację II stopnia z radiologii. Wygłosił wiele prelekcji kształtujących świadomość środowiska nt. zdrowia, higieny, poprawy urządzeń komunalnych miasta.

### Działalność społeczna i artystyczna
Należał do wielu towarzystw naukowych: Towarzystwa Przyjaciół Sztuk Pięknych, Polskiego Towarzystwa Historycznego, Towarzystwa Przyjaciół Nauk. Założył Towarzystwo Ochrony Przyrody i Kultury w Przeworsku oraz Koło Polskiego Towarzystwa Lekarskiego w Przeworsku. Sprawował funkcje przewodniczącego zarządu Towarzystwa Miłośników Miasta Przeworska (od 1966) i członka zarządu PTTK w Przeworsku.
Interesował się historią oraz fauną i florą Przeworska. Okoliczną przyrodę oraz architekturę dokumentował na licznych akwarelach. Jako malarz amator należał do Związku Polskich Artystów Plastyków. Swoje prace wystawiał na wystawach w Krakowie, Wrocławiu, Rzeszowie, Przeworsku, Przemyślu i Jarosławiu. Z okazji Światowego Kongresu Medycznego brał udział w wystawie amatorskich prac artystycznych lekarzy z wielu krajów, zorganizowanej przez Muzeum Narodowe w Warszawie. Zostawił po sobie kilka prac naukowych i wierszy. Opracował m.in. „Uwagi dotyczące warunków zdrowotnych Przeworska” zamieszczone w monografii pt. Siedem wieków Przeworska oraz jednodniówkę Dni szpitalne (1945).

### Upamiętnienie
Zmarł 12 września 1975 w Przeworsku. Pochowany został na Starym Cmentarzu w Przeworsku. Zwany jest Przeworskim Judymem. 2 grudnia 2006 odbyło się nadanie imienia doktora Szpitalowi Rejonowemu w Przeworsku. Przy wejściu do szpitala umieszczono również pamiątkową tablicę.